# HMS Bellerophon (1786)
HMS Bellerophon was een oorlogsschip van de Britse Royal Navy, dat in juli 1815 Napoleon als krijgsgevangene naar Engeland bracht.
Het was een linieschip van de Arrogant-klasse, dat op 6 oktober 1786 van stapel was gelopen, en was genoemd naar de mythologische figuur Bellerophon. Het was bewapend met 74 kanonnen. De Bellerophon nam deel aan de Slag bij de Nijl en de Slag bij Trafalgar. Hoewel het geen goed zeilschip was, kreeg het van de bemanning toch een koosnaam: "The Billy Ruffian".
Op 15 juli 1815 was dit het schip waarop Napoleon Bonaparte zich bij het Île d'Aix formeel overgaf, in de hoop asiel in Groot-Brittannië te krijgen. De Britten besloten echter Napoleon vanuit Plymouth met de HMS Northumberland in ballingschap naar het Zuid-Atlantische eiland Sint-Helena te brengen.
De Bellerophon diende later als gevangenenschip en werd in 1824 omgedoopt tot Captivity. Op 12 januari 1836 werd het schip verkocht en vervolgens gesloopt.

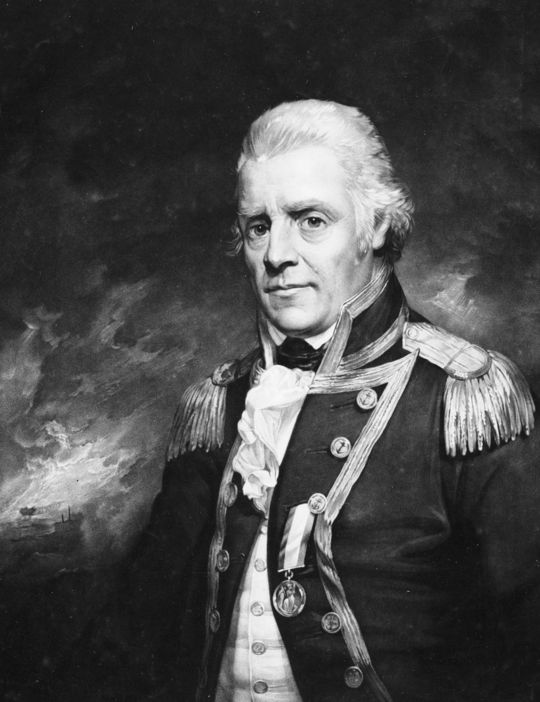
Henry d'Esterre Darby, kapitein tijdens de Slag bij de Nijl
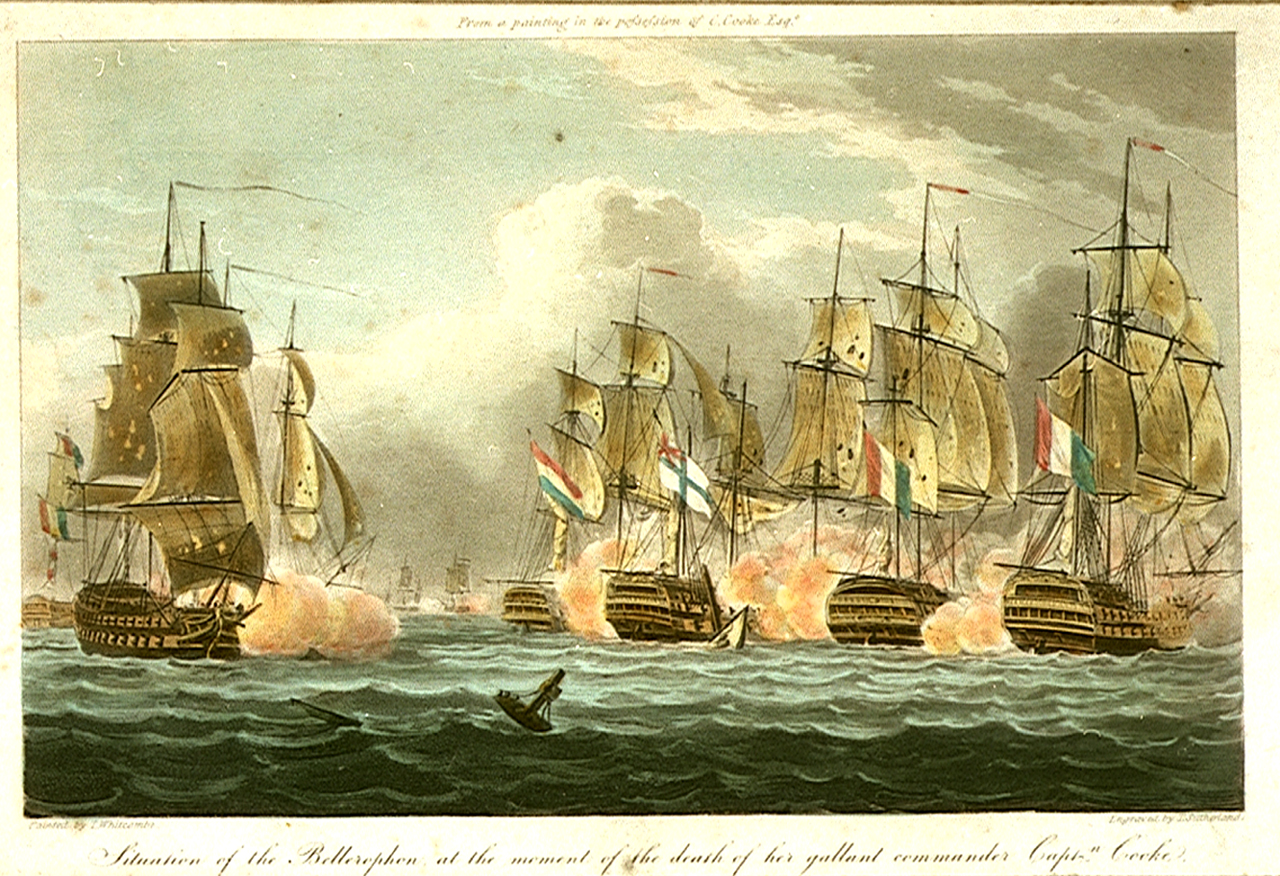
De Bellerophon onder vuur in de Slag bij Trafalgar
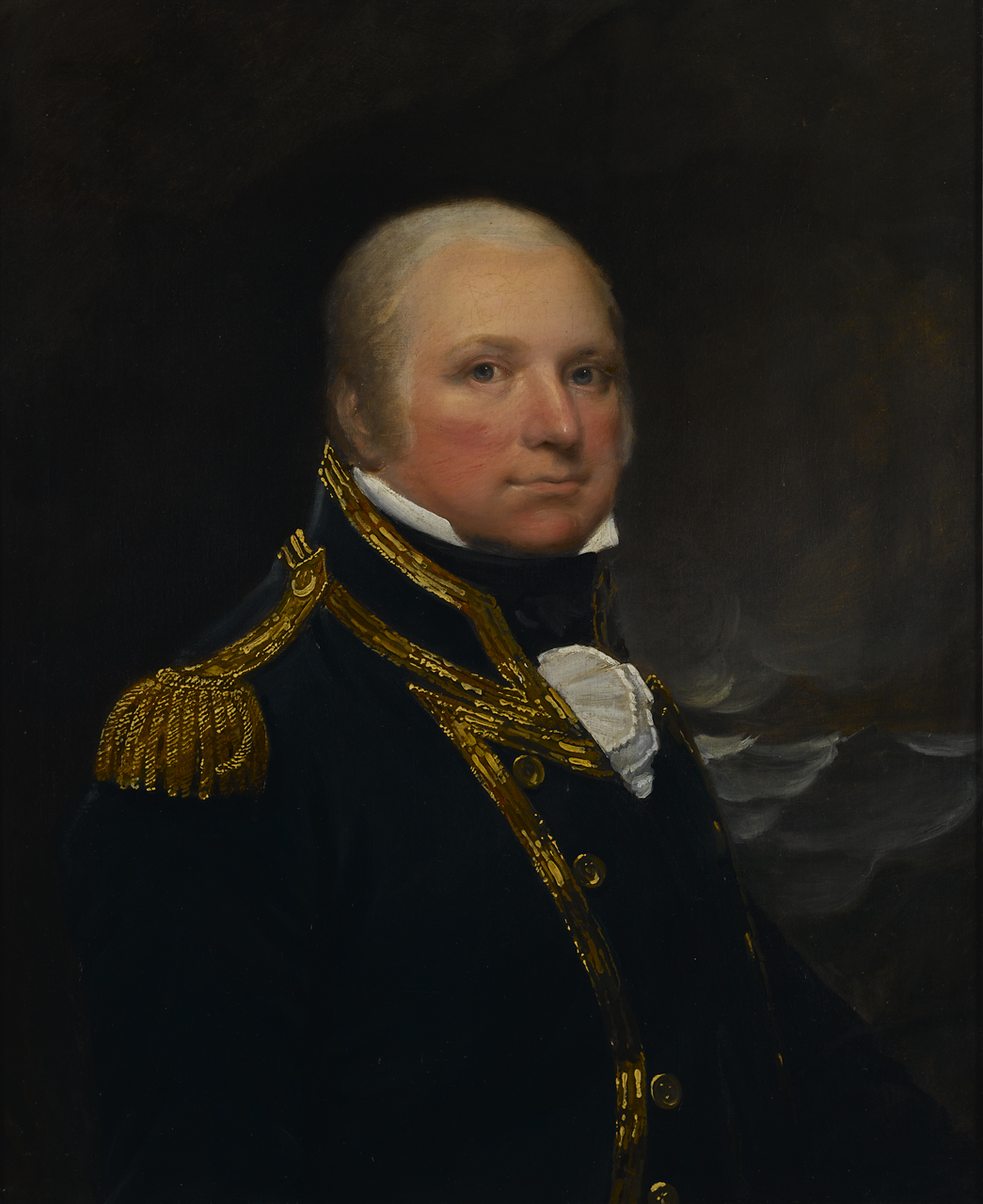
Kapitein John Cooke werd gedood in de Slag bij Trafalgar
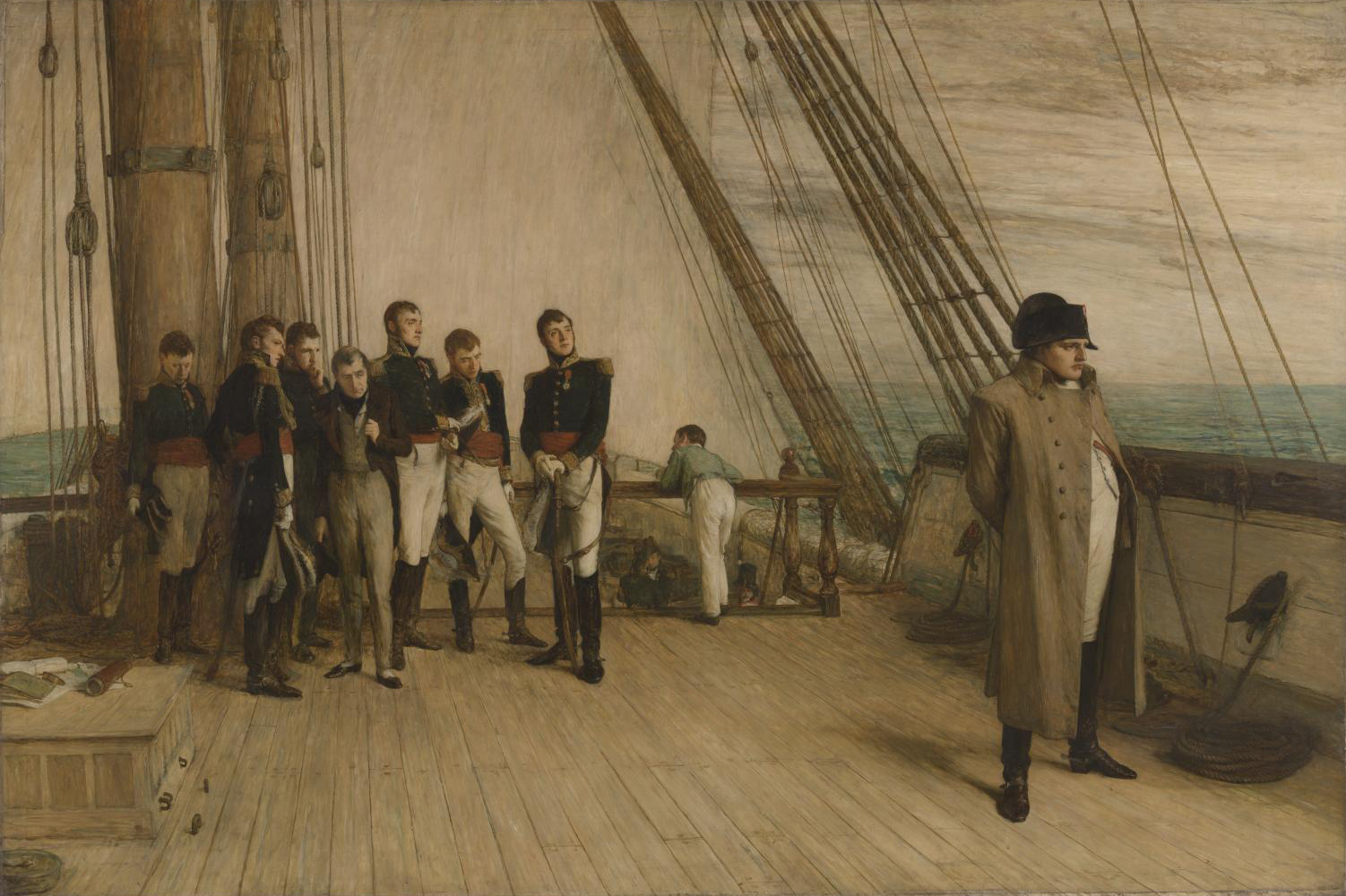
Napoleon aan boord van de Bellerophon (Sir William Quiller Orchardson, ca. 1880)
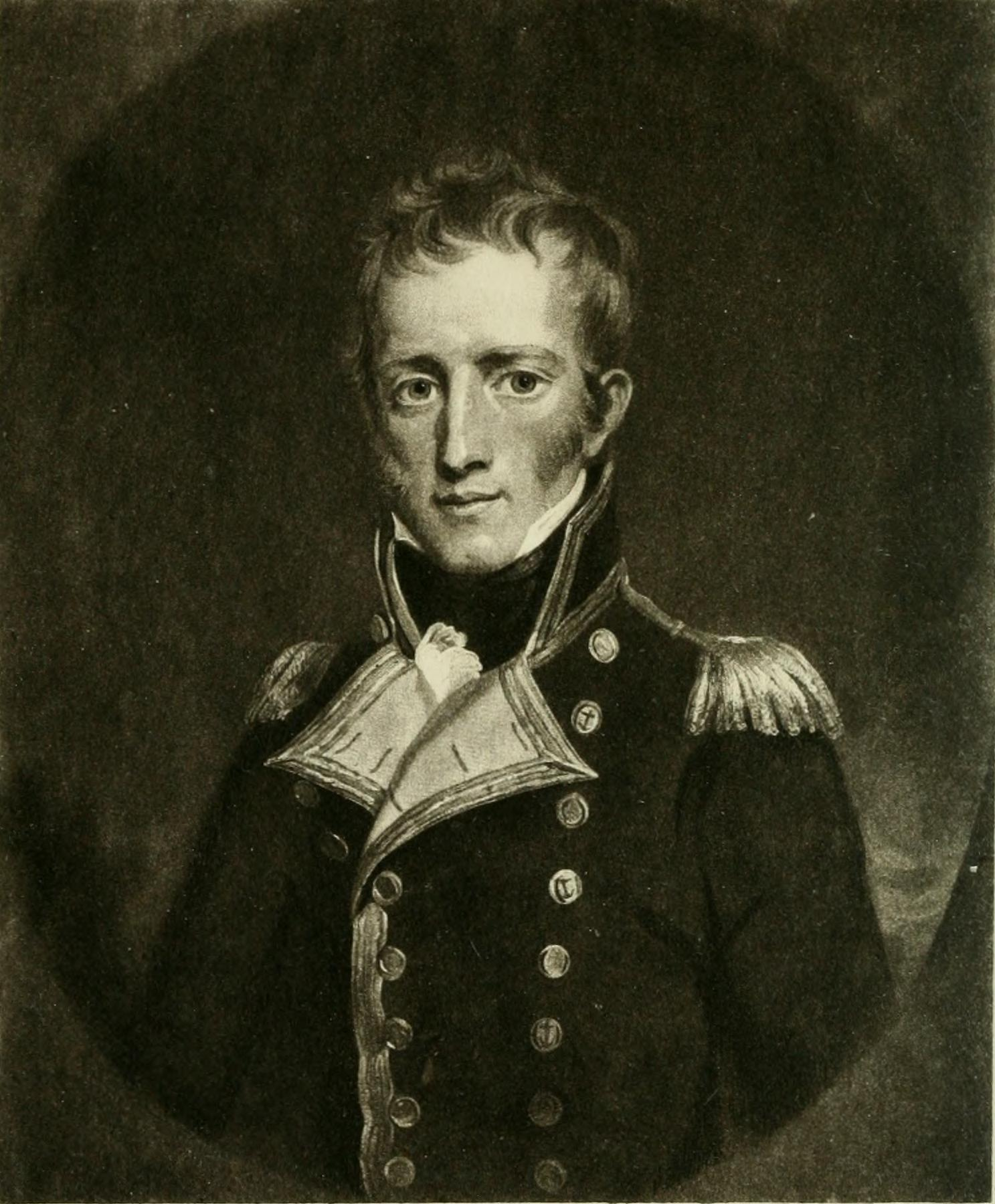
Frederick Lewis Maitland, de kapitein aan wie Napoleon zich overgaf